# 櫻井美紀

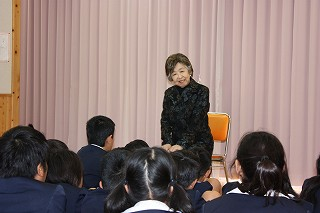
山口県下松市立花岡小学校6年生たちへの語りの授業

櫻井 美紀（さくらい みき、別表記：桜井 美紀、1933年6月7日 - 2010年7月2日）は日本の語り手（ストーリーテラー）。
東京都出身。1958年、毎日放送にアナウンサーとして入社。その後、フリーアナウンサーを経て語り手となり、NPO法人語り手たちの会の理事長を務めていた。
現代社会において、豊かなことばの文化の復権とあたたかい人間関係に根ざした情緒の育成を目指し、肉声で言葉を伝えることの重要性を唱え、ストーリーテリングによってそれを実現しようと活動していた。語りのセミナーなどを全国で行うほか、語りのコンサートを多く開いた。

## 略歴・人物
幼いころ、大叔母の語る加賀弁の昔話「舌切り雀」を楽しみに聞き、父が語る「古事記物語」も好きで、聞いて覚えたものを幼稚園で語る子どもだった。小学校では「フランス家庭童話集」の魔法昔話を教室でたびたび語っていた。
1958年、早稲田大学第一文学部哲学科（心理学専攻）を卒業し、毎日放送へアナウンサーとして入社。ニュースをはじめ、各種番組を担当する。のち退社し、フリーアナウンサーとして東京のラジオ・テレビ各局にて、インタビュー・司会を担当した。1969年、11年間のマスコミの仕事を離れ、家事・育児に専念し、このときから地域活動に参加。
1971年、自宅に家庭文庫「ゆうやけ文庫」を開設し、子どもたちへ本の読み聞かせと、語りを始める。1977年、「子どもとつくる生活文化研究会」設立、世話人となる。同年、「語り手たちの会」設立、代表となり、各地のボランティアの語り手と手を結び、地域で子どもに語る活動を進める。
1987年から13年間、立教大学文学部非常勤講師を勤める。1988年、語りの活動により久留島武彦文化賞受賞。1993年、アメリカのストーリーテリング・ネットワークを訪問、以後世界のストーリーテラーたちとの交流を深めている。
1977年から現在まで「語りのセミナー」を開いている。また、NPO法人語り手たちの会理事長を務め、日本口承文芸学会会員、日本昔話学会会員としても活躍している。

## 出演
- デンマークの「国際語りの祭り」に招待出演(1996年)
- イギリスの「ことばの祭り」に招待出演(2002年)
- スコットランドのストーリーテリング・コンサートに招待出演(2004年)
- 日本昔話学会の大会で「イギリスの語りの活動」講演 (2004年)
- イギリス人語り手のニック・ヘネシーとともに、日本国内で講座と公演(計14回)に出演。日本口承文芸学会の大会で、ニックとともに特別公演(2005年)
- イランで行われた「語りフェスティバル」に招待出演(2006年)
- ギリシャで開かれた国際口承文芸学会で「日本神話と現代日本の語り」を発表(2009年)
- 「ストーリーテラーはストーリークリエイター」の語りコンサートを企画。全6回のひとり語り公演を行う(2000年 - 2001年)
- 厳島神社において「古事記の語り・奉納公演」(2006年)
- 「幻想の系譜『月』」（NPO法人語り手たちの会芸術の語り活動・文化庁芸術祭参加公演）(2009年)

また毎年秋には、近江楽堂または松明堂音楽ホールで、語りのコンサートを開いている。

## 著作
- 『子どもに語りを』（1986年、椋の木社）
- 『語り -豊穣の世界へ-』（片岡輝との共著）　（1998年、萌文社）
- 『昔話と語りの現在』日本児童文化史叢書20（1998年、久山社）
- 『ことばが育てるいのちと心』（2002年、一声社）
- 語りの文化シリーズ - 「語り手たちの会」出版
  - 『ことばと心を育てる -親子で語りを-』（1989年）
  - 『児童文学と語り』（1992年）
  - 『心をつなぐ語り -これから語る人のために-』（2007年）
- 『語りの世界』（年2回発行 / NPO法人語り手たちの会機関誌）
1985年創刊。現在では日本で唯一の「語りの専門誌」として、語り（ストーリーテリング）の情報を掲載。